# Nazionale olimpica di calcio della Nigeria
La Nazionale olimpica di calcio della Nigeria è la rappresentativa calcistica della Nigeria che rappresenta l'omonimo stato ai Giochi Olimpici. È posta sotto l'egida della Federazione calcistica della Nigeria. Ha vinto l'oro alle olimpiadi del 1996, l'argento alle olimpiadi del 2008 ed il bronzo alle olimpiadi del 2016. È l'unica nazionale olimpica africana ad aver ottenuto almeno tre piazzamenti diversi sul podio (lo stesso risultato, ovvero la conquista almeno una volta delle medaglie di oro, argento e bronzo, l'hanno raggiunto Ungheria, Brasile, Germania Est, Jugoslavia).

## Partecipazioni ai tornei internazionali

### Giochi olimpici
| Anno | Luogo             | Piazzamento      | V | N | P | Gol   |
| ---- | ----------------- | ---------------- | - | - | - | ----- |
| 1952 | Helsinki          | Non partecipante | - | - | - | -     |
| 1956 | Melbourne         | Non partecipante | - | - | - | -     |
| 1960 | Roma              | Non qualificata  | - | - | - | -     |
| 1964 | Tokyo             | Non qualificata  | - | - | - | -     |
| 1968 | Città del Messico | Primo turno      | 0 | 1 | 2 | 4:9   |
| 1972 | Monaco di Baviera | Non qualificata  | - | - | - | -     |
| 1976 | Montréal          | Ritirata         | - | - | - | -     |
| 1980 | Mosca             | Primo turno      | 0 | 1 | 2 | 2:5   |
| 1984 | Los Angeles       | Non qualificata  | - | - | - | -     |
| 1988 | Seul              | Primo turno      | 0 | 0 | 3 | 1:7   |
| 1992 | Barcellona        | Non partecipante | - | - | - | -     |
| 1996 | Atlanta           | Oro              | 5 | 0 | 1 | 12:6  |
| 2000 | Sydney            | Quarti di finale | 1 | 2 | 1 | 8:10  |
| 2004 | Atene             | Non qualificata  | - | - | - | -     |
| 2008 | Pechino           | Argento          | 4 | 1 | 1 | 10:4  |
| 2012 | Londra            | Non qualificata  | - | - | - | -     |
| 2016 | Rio de Janeiro    | Bronzo           | 4 | 0 | 2 | 11:10 |
| 2020 | Tokyo             | Non qualificata  | - | - | - | -     |

## Palmarès
- Torneo Olimpico: 1 (record africano condiviso con il Camerun)

Atlanta 1996
- Argento olimpico: 1

Pechino 2008
- Bronzo olimpico: 1

Rio de Janeiro 2016

## Tutte le rose

### Giochi olimpici
Calcio ai Giochi Olimpici Estivi 19681 Fregene, 2 Igwe, 3 Ofuokwu, 4 Okoye, 5 Olumodeji, 6 Opone, 7 Muyiwa, 8 Hamilton, 9 Olayombo, 10 Anieke, 11 Lawal, 12 Adigun, 13 Andrews, 14 Broderick, 15 Obojememe, 16 Salami, 17 Aryee, 18 Aghoghovbia, 19 Ibrahim, CT: Ember
Calcio ai Giochi Olimpici Estivi 19801 Ogedegbe, 2 Effiong, 3 Adiele, 4 Okpala, 5 Boateng, 6 Orlando, 7 Bamidele, 8 Okey, 9 Mohammed, 10 Atuegbu, 11 Nwosu, 12 Owolabi, 13 Odegbami, 14 Lawal, 15 Amiesimaka, 16 Osigwe, 17 Ikhana, CT: Glória
Calcio ai Giochi Olimpici Estivi 19881 Ngodigha, 2 Ezeugo, 3 Uwe, 4 Adeshina, 5 Nwanu, 6 Sadi, 7 Eguavoen, 8 Okpala, 9 Iorfa, 10 Okwaraji, 11 Yekini, 12 Obi, 13 Omokaro, 14 Obobaifo, 15 Obiku, 16 Siasia, 17 Odegbami, 18 Okosieme, 19 Agada, 20 Nwosu, CT: Höner
Calcio ai Giochi Olimpici Estivi 19961 E. Babayaro, 2 C. Babayaro, 3 West, 4 Kanu, 5 Okechukwu, 6 Amunike, 7 Babangida, 8 Oruma, 9 Fatusi, 10 Okocha, 11 Ikpeba, 12 Obafemi, 13 Lawal, 14 Amokachi, 15 Oliseh, 16 Obiekwu, 17 Oparaku, 18 Dosu, CT: Bonfrère
Calcio ai Giochi Olimpici Estivi 20001 Etafia, 2 Okunowo, 3 Babayaro, 4 Sunday, 5 Iyenemi, 6 Kanu, 7 Agali, 8 Igbinadolor, 9 Yakubu, 10 Oliseh, 11 Lawal, 12 Onwuzuruike, 13 Ikedia, 14 Kaku, 15 Okpara, 16 Okoronkwo, 17 Aghahowa, 18 Okoye, CT: Bonfrère
Calcio ai Giochi Olimpici Estivi 20081 Vanzekin, 2 Okonkwo, 4 Apam, 5 Adeleye, 6 James, 7 Obasi, 8 Kaita, 9 Obinna, 10 Isaac, 11 Okoronkwo, 12 Ajilore, 13 Adefemi, 14 Odemwingie, 15 Ambrose, 16 Anichebe, 17 Ekpo, 18 Ezenwa, 19 Olufemi, CT: Siasia
Calcio ai Giochi Olimpici Estivi 20161 Akpeyi, 2 Sincere, 3 Madu, 4 Shehu, 5 Erimuya, 6 Troost-Ekong, 7 Umar, 8 Etebo, 9 Ezekiel, 10 Mikel, 11 Ajayi, 12 Saliu, 13 Sadiq, 14 Azubuike, 15 Udo, 16 Amuzie, 17 Mohammed, 18 Daniel, CT: Siasia